# 左佩玹
左佩玹（？—？），字栗仲，號左漆，陕西耀州人，明朝政治人物。

## 生平
万历四十三年（1615年）乙卯科陕西鄉試舉人。授沙河县知县，調邢台县，崇祯五年（1632年）考选南京浙江道监察御史，巡按南直隶屯田、馬政，上马政、屯田诸疏，以不合当事，谪应天府知事。寻擢户部郎，司漕运，崇祯十四年升山東按察司佥事、分守济南，四月土寇史东明围攻泰安，佩玹会总兵刘泽清部击破之。累官按察使。甲申之变，京师陷落，佩玹回陕西避难，其子左重光为闯军所胁迫，欲任为官员，重光不從被杀，佩玹作《思痛诗》哀悼。

## 家族
父左史，字子箴，官扶沟知縣，贈南京浙江道御史。弟左佩琰，崇祯六年癸酉举人，知縣。弟左佩瑾。子左重光，崇祯庚午举人。次子左重耀。